# Distrito de Ballia
Ballia (en hindi; बलिया ज़िला, urdu; بالیا ضلع) es un distrito de India en el estado de Uttar Pradesh. Código ISO: IN.UP.BL.
Comprende una superficie de 2 981 km².
El centro administrativo es la ciudad de Ballia.

## Demografía
Según censo 2011 contaba con una población total de 3 223 642 habitantes.